# Nox Arcana
Nox Arcana est un groupe musical américain, créé en 2003 par Joseph Vargo et William Piotrowski. Leur musique a des tonalités sombres et présente des ressemblances stylistiques avec certains sous-genres musicaux du new age et du rock gothique. Leur album Winter's Knight, sorti en 2005, a été classé n°8 dans le classement du Top Vacances du Billboard magazine.
Nox Arcana cite la fiction gothique et les classiques de la littérature d'horreur comme ses principales sources d'inspiration pour la conception de ses albums. Ces références littéraires comprennent H. P. Lovecraft, Ray Bradbury et Edgar Allan Poe. Certains de leurs albums font également référence à des thèmes médiévaux et à la mythologie ancienne.

## Discographie
| Année | Albums par Nox Arcana                       | Collaborations et album solo  |
| 2003  | Darklore Manor                              |                               |
| 2004  | Necronomicon                                |                               |
| 2005  | Winter's Knight Transylvania                |                               |
| 2006  | Carnival of Lost Souls Blood of the Dragon  | Blood of Angels               |
| 2007  | Shadow of the Raven                         |                               |
| 2008  | Grimm Tales Phantoms of the High Seas       |                               |
| 2009  | Blackthorn Asylum Winter's Eve              | Zombie Influx                 |
| 2010  | Theater of Illusion                         | House of Nightmares           |
| 2011  | The Dark Tower                              |                               |
| 2012  | Winter's Majesty                            |                               |
| 2013  | Legion of Shadows Ebonshire, volume 1       | Crimson Winter                |
| 2014  | Ebonshire, volume 2                         |                               |
| 2015  | Gothic Ebonshire, volume 3                  |                               |
| 2016  | Ebonshire, volume 4t                        |                               |
| 2017  | Season of the Witch Ebonshire, volume 5     |                               |
| 2019  | The Haunted Symphony Winter Songs, volume 1 | The Cabinets of Doctor Arcana |
| 2020  | Excelsior Winter Songs, volume 2            |                               |